# Chained (1934)
Chained is een Amerikaanse dramafilm uit 1934 onder regie van Clarence Brown. Destijds werd de film in Nederland uitgebracht onder de titel Geketend.

## Verhaal
Diane Lovering heeft een affaire met de zakenman Richard Field. Aan boord van een schip op weg naar Argentinië wordt ze verliefd op Mike Bradley. Later moet ze een hartverscheurende keuze maken tussen de beide mannen.

## Rolverdeling
| Acteur           | Personage        |
| ---------------- | ---------------- |
| Joan Crawford    | Diane Lovering   |
| Clark Gable      | Mike Bradley     |
| Otto Kruger      | Richard I. Field |
| Stuart Erwin     | John L. Smith    |
| Una O'Connor     | Amy              |
| Marjorie Gateson | Louise Fields    |
| Akim Tamiroff    | Pablo            |